# Guglielmo da Tolosa
Guglielmo da Tolosa (1297 circa – Francia, 18 maggio 1369) è stato un presbitero francese dell'Ordine di Sant'Agostino, il suo culto come beato è stato confermato da papa Leone XIII nel 1893.

## Biografia
Le notizie biografiche intorno alla figura del religioso sono desumibili esclusivamente da una Vita tarda e di carattere agiografico pubblicata da Nicolas Bertrand nel 1515.
Abbracciò diciannovenne la vita religiosa tra gli eremitani di Sant'Agostino, studiò teologia a Parigi conseguendo il titolo di lettore e morì settantaduenne il 17 maggio 1369.
Si distinse per lo zelo nella preghiera, per la sua vita di digiuno e penitenza e per la fama di miracoli compiuti in vita e dopo la morte.

## Il culto
Papa Leone XIII, con decreto del 18 aprile 1893, ne confermò il culto con il titolo di beato.
Il suo elogio si legge nel martirologio romano al 18 maggio.